# Tuidang-Bewegung

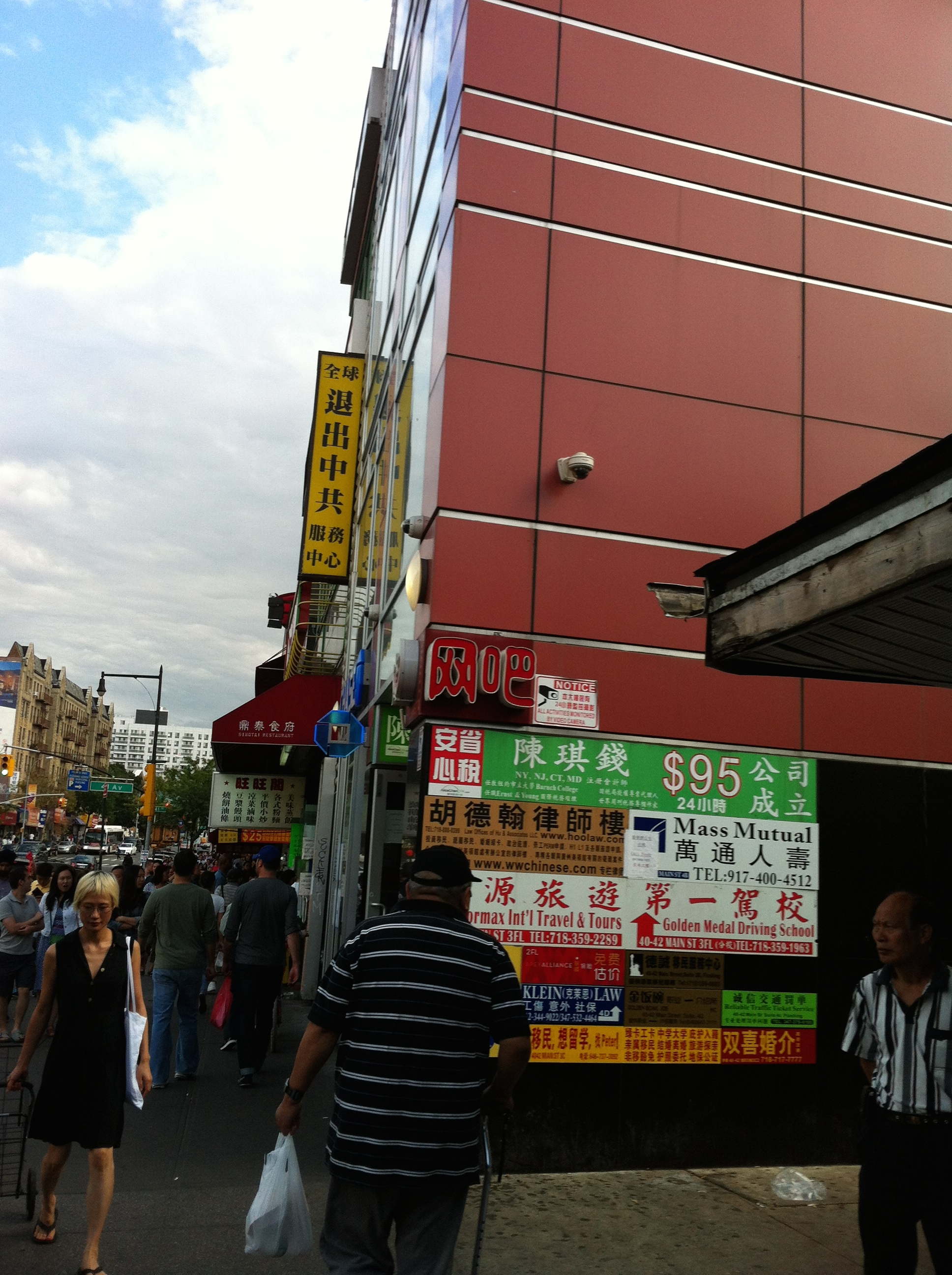
Tuidang Servicezentrum in Flushing (Queens) in New York City.

Die Tuidang-Bewegung (chinesisch: 退黨運動 / 退党运动; Tuìdang yùndòng) ist ein chinesisches Dissidentenphänomen, das Ende 2004 begann. Die Bewegung, deren Name wörtlich übersetzt „aus der Kommunistischen Partei Chinas austreten“ bedeutet, wurde durch die Veröffentlichung der redaktionellen Serie „Neun Kommentare über die Kommunistische Partei“ in der chinesischsprachigen Zeitung Epoch Times (Dajiyuan) mit Sitz in den USA katalysiert (九评共产党; Jiuping Gongchandang). Die Serie kritisiert die Herrschaft der Kommunistischen Partei in China, mit einem Fokus auf die Geschichte der politischen Repressionen der Partei, ihres Propagandaapparates und ihren Angriffen auf die traditionelle Kultur und deren Wertesysteme.
Bald nach der Veröffentlichung der Neun Kommentare begann die Epoch Times Briefe von Lesern zu veröffentlichen, die symbolisch aus den kommunistischen Parteiorganisationen austraten, unter anderem aus dem Kommunistischen Jugendverband Chinas und den Jungen Pionieren. Unter den Teilnehmern der Bewegung befanden sich politische Dissidenten, Anwälte, Gelehrte, Diplomaten, ehemalige Polizisten, Mitarbeiter des Büros 610 sowie Militärpersonal.

## Hintergrund
Die Tuidang-Bewegung und insbesondere die Veröffentlichung der Neun Kommentare können als Teil des Widerstandes der Falun-Gong-Praktizierenden gegen deren Verfolgung in China verstanden werden.
Falun Gong (auch als Falun Dafa bekannt) ist eine Qigong-Praktik mit Wurzeln in der buddhistischen und daoistischen Philosophie, die sich großer Beliebtheit erfreute, seit sie im Jahr 1992 von Li Hongzhi veröffentlicht wurde. Seit 1999 wird Falun Gong durch die Kommunistische Partei Chinas (KPCh) massiv verfolgt. Als im März 2006 Anschuldigungen des Organraubs an Falun-Gong-Praktizierenden erhoben wurden, wurden diese von mehreren Ermittlern aufgegriffen, wie dem stellvertretenden Direktor des Programms für Menschenrechte und Medizin an der University of Minnesota Kirk Allison, dem ehemaligen kanadischen Staatssekretär und Kronanwalt David Kilgour PC und dem Menschenrechtsanwalt David Matas, die ihren Untersuchungsbericht den Vereinten Nationen vorlegten; und dem China-Analytiker und Enthüllungsjournalist Ethan Gutmann. Gutmann befragte mehr als 100 Zeugen und veröffentlichte seine Untersuchungsergebnisse 2014 in Buchform. Darin schätzt er, dass in den Jahren 2000 bis 2008 65.000 Falun Gong-Praktizierende wegen ihrer Organe getötet wurden, und die Verfolgung von Falun Gong dazu führte, dass in dieser Zeit zwischen 450.000 und eine Million Falun-Gong-Praktizierende inhaftiert waren.
In den frühen 2000er Jahren gründeten in den USA ansässige Praktizierende Nachrichtenmedien mit der Absicht, die Vormacht der Kommunistischen Partei über chinesischsprachige Medien herauszufordern und der Opposition eine Stimme zur Verfügung zu stellen. Durch diese Medien, insbesondere die Zeitung Epoch Times (Dajiyuan) und New Tang Dynasty Television, etablierte Falun Gong eine „De-facto-Medienallianz“ mit anderen chinesischen Dissidentengruppen.
Die Epoch Times veröffentlichte im Rahmen ihrer Anstrengungen gegen die KPCh im November 2004 die Neun Kommentare über die kommunistische Partei und fing an, Lesern die Möglichkeit zu geben, aus der Partei auszutreten. Hu Ping beschreibt in Human Rights in China den Vorstoß in die politischen Kommentare einen „logischen Werdegang“ gegen die Partei, da Falun Gong durch andere Mittel nicht in der Lage war, die Verfolgung zu beenden. Doch weist Hu darauf hin, dass die Praktik selbst unpolitisch sei: „Ursprünglich richtete Falun Gong ihre Hauptkritik gegen Jiang Zemin, doch nachdem Jiang seinen Posten verlassen hatte und das neue Hu-Jintao-Regime sich weigerte, Falun Gong zu rehabilitieren und sogar die Verfolgung von Falun Gong fortsetzte, erweiterte Falun Gong ihr Ziel auf das gesamte Regime und die Kommunistische Partei … Diese Änderung, wenn auch nicht gerade natürlich, muss sicherlich als angemessen betrachtet werden. Wenn einige Leute darauf bestehen, Falun Gong als politisch zu betrachten, dann kann es nur in dem Sinne angesehen werden, wie es Václav Havel beschreibt, nämlich als ‚antipolitische Politik‘.“

## Neun Kommentare über die Kommunistische Partei
Die Neun Kommentare über die Kommunistische Partei ist eine buchlange Sammlung von neun redaktionellen Beiträgen, die eine kritische Geschichte der Herrschaft der Kommunistischen Partei präsentieren, von der Yan’an-Korrekturbewegung bis hin zur Gegenwart. Sie beschreiben ausführlich Themen und Ereignisse, die in China der Zensur unterliegen, wie der Große Sprung nach vorn und die daraus resultierenden Hungersnöte in China, die Kulturrevolution, die Zerstörung und Aneignung der Religionen, das Tian’anmen-Massaker 1989 und die Verfolgung von Falun Gong.
Neben den historischen Berichten enthalten die Neun Kommentare ausführliche Erläuterungen über die Natur und den Charakter der Kommunistischen Partei, mit dem Argument, dass sie von Natur aus gewalttätig, doppelzüngig und unmoralisch sei und dass ihre Philosophie das Tao und die universellen Gesetze verrate. Christian Science Monitor bemerkt dazu, dass die Tuidang-Bewegung – im Gegensatz zu einigen chinesischen Dissidentenbewegungen, die sich stark auf freiheitlich demokratische Konzepte beziehen – „ausdrücklich die chinesische Sprache und Bedeutung [verwendet]. Mehr konfuzianisch als humanistisch legen sie [die Neun Kommentare] oft Wert auf buddhistische und daoistische Spiritualität. Das Austreten aus der Partei ist daher nicht einfach nur politischer Aktivismus, sondern übernimmt die spirituelle Bedeutung als einen Prozess, das Gewissen zu reinigen und sich wieder traditioneller Ethik und den damit verbundenen Werten anzuschließen.“
Die Neun Kommentare legen weder explizite Empfehlungen für ein alternatives politisches System in China fest, noch betrachten sie institutionelle Veränderungen der Missstände des Landes als Lösung. Es ist wie bei anderen Schriften von Falun Gong, die, mit den Worten des Historikers Arthur Waldron, „Heilungen für die Pathologien des Kommunismus in den traditionellen chinesischen Werten von Wahrhaftigkeit und menschlicher Gutherzigkeit verfechten.“

## Verbreitung in China
Kopien der Neun Kommentare wurden aus dem Ausland per E-Mail, Fax oder per Post nach China geschickt. Im Februar 2006 schätzte das Forbes Magazin, dass über 172 Millionen Kopien durch diese Mittel nach China gebracht worden waren. Eine Dokumentation der Serie wird über Satellit des Fernsehsenders New Tang Dynasty Television in die Volksrepublik China ausgestrahlt. Auch das Internet spielte eine wichtige Rolle zur Verbreitung der Neun Kommentare und um die daraus resultierenden Reaktionen in Umlauf zu bringen.
Aktivisten in China übernehmen ihre eigenen Methoden der Verbreitung, unter anderem verteilen sie Kopien von Tür zu Tür oder hängen Slogans in der Öffentlichkeit auf. In ländlichen Gebieten und nördlichen Städten wie Peking drucken Falun-Gong-Anhänger Schlagworte auf RMB-Geldscheine, die sich auf Tuidang beziehen. Die Zeitung Financial Times berichtete, dass eine typische Nachricht laute: „Die Kommunistische Partei Chinas ist dazu bestimmt, vom Himmel zerstört zu werden. Das Leben derer, die aus der Kommunistischen Partei austreten, wird schnell gerettet werden!“

## Austritte aus der Partei
Nach der Veröffentlichung der Neun Kommentare begann die Website der Epoch Times Briefe von Lesern zu veröffentlichen, die den Wunsch äußerten, ihre Zugehörigkeit zur Kommunistischen Partei, zum Kommunistischen Jugendverband und den Jungen Pionieren zu beenden. Die Zeitung erstellte eine Website, die sich dieser Sache widmete, und stellte ein Online-Eingabeformular für die Austrittserklärungen zur Verfügung. Aus Gründen der persönlichen Sicherheit unterzeichnen viele Teilnehmer mit einem Pseudonym.
Aufgrund der Anonymität der Erklärungen, können diese Zahlen schwer überprüft werden. Dennoch sagt Ethan Gutmann dazu: „Die Bedeutung ist sehr real. [Die Tuidang-Erklärungen] sind Versprechensgesten der Ablehnung von chinesischen Bürgern aller Schichten und Überzeugungen. Und obwohl die Zahlen so wackelig sind wie jede im Internet basierte Umfrage, denke ich, dass wir mit Zuversicht sagen können, dass sie bis gut in die Millionen gehen.“
Am 25. Februar 2019 wurden auf der Website der Tuidang-Bewegung 326.994.055 Austritte angegeben.

## Angesehene Teilnehmer
Eine Reihe bekannter chinesischer Dissidenten gehören zu den Teilnehmern der Tuidang-Bewegung. So Wei Jingsheng, der Führer der Pekinger Frühlings-Demokratiebewegung 1978; Menschenrechtsanwälte, unter anderem Gao Zhisheng, Guo Guoting, und Zheng Enchong; und die Überläufer Chen Yonglin, Hao Fengjun (ehemalige Mitarbeiter des Büros 610) und Li Fengzhi.
Andere Teilnehmer, deren Geschichten die Aufmerksamkeit der Medien anzogen, sind Masha Ma, Studentin an der Universität von Toronto, die aus der Kommunistischen Partei austrat, nachdem sie eine Dokumentation über das Tian’anmen-Massaker gesehen und die Neun Kommentare gelesen hatte. Der 74-jährige Ding Weikun, Veteran der Kommunistischen Partei aus der Provinz Zhejiang, verzichtete auf seine Mitgliedschaft, nachdem er wegen seiner Proteste gegen einen Landraub durch die lokale Regierung in seinem Dorf gefangengesetzt worden war.

## Reaktionen
Die Serie selbst erhielt in der westlichen Welt gemischte Kritiken. Der Historiker David Ownby schreibt über die Serie: „Obwohl es zweifellos einige Wahrheiten in den Kommentaren gibt, fehlt ihnen die Balance und Nuance und sie lesen sich wie die antikommunistische Propaganda, die in Taiwan in den 1950er Jahren geschrieben wurde.“
Chen Yonglin, ehemals erster Sekretär des chinesischen Konsulats in Sydney, und Hao Fengjun, ehemaliger Offizier des staatlichen „Sicherheitsamtes“ der Stadt Tianjin und Mitarbeiter des Büros 610, die im Frühjahr 2005 in Australien um politisches Asyl baten, erklärten im Oktober 2005 auf einer Pressekonferenz der Internationalen Gesellschaft für Menschenrechte (IGFM), dass insgesamt die Regierungen Europas den über 5 Millionen Austritten aus der Kommunistischen Partei Chinas immer noch keine angemessene Beachtung geschenkt hätten, obwohl diese „mit großen Risiken verbundenen Austrittsanträge“ eine bisher „einmalige Protestaktion von Chinesen für mehr Demokratie in ihrem Land“ darstelle.
Am 8. Juni 2018 brachte Dana Rohrabacher, Mitglied im US-Repräsentantenhaus, dem United States House Committee on Foreign Affairs eine Resolution (H. RES. 932) ein, die Solidarität mit der Tuidang-Bewegung und ein sofortiges Ende der Kampagne zur Verfolgung von Falun-Gong-Praktizierenden fordert.

## Reaktion der Kommunistischen Partei
Die Behörden der Kommunistischen Partei und öffentliche Sicherheitsbehörden reagierten auf die Tuidang-Bewegung mit Zensur, Buchzensur und Zwangsmaßnahmen, einschließlich der Verhaftung von Dutzenden Teilnehmern. Eine Studie im Jahr 2005, die gemeinsam von Forschern der Harvard University, der University of Cambridge und der University of Toronto durchgeführt wurde, ergab, dass Worte, die mit der Tuidang-Bewegung in Zusammenhang stehen, die am intensivsten zensierten Begriffe auf dem chinesischen Internet waren. Im März 2011 veröffentlichte die Zeitschrift der Volksbefreiungsarmee eine Leitartikelserie, mit der Absicht, die Forderungen von Reformatoren zu widerlegen. Diese forderten ein neutrales unpolitisches Militär, das einerseits dem Staat und nicht der Partei untersteht und sich andererseits im Militärischen weiterbildet, statt einer politischen Indoktrination zu unterliegen. Jakarta Globe schrieb dazu: „Es ist interessant, dass die KPCh – zum ersten Mal – unabsichtlich zugibt, dass Falun Gongs Aufruf zum ‚Austritt aus der KPCh‘ eine Wirkung auf die Ränge des Militärs und deren Basis hatte.“